# Keresőmarketing
A keresőmarketing (angolul Search Engine Marketing, SEM) az online marketing egy fajtája, ami eszközeivel egy weboldal láthatóságát akarja növelni a keresők találati oldalain.
A keresőmarketing fő eszközei a következőek:
- Keresőoptimalizálás, avagy a weboldal adott kulcsszavakra elfoglalt helyezésének javítása a keresőmotorok találati oldalain. Ezt elsősorban a weboldal struktúrájának és tartalmának olyan alakításával éri el, mely a weboldalt jól olvashatóvá teszi a keresőmotorok robotjai számára. A tartalmi tényezők finomhangolása mellett a keresőmarketing feladata a weboldal partnerségi hálózatának karbantartása – linképítés is. A keresőoptimalizálást egyre elterjedtebben hívják keresőpr-nek, vagy SEPR-nek is, mivel a hagyományos PR működéséhez áll legközelebb.
- Fizetett keresőhirdetés a keresők oldalain, az organikus (avagy természetes) találatok mellett (alatt vagy felett) a találati oldalakon gyakran megjelenő hirdetések (cost per click hirdetések).
- Fizetett listázás. Néhány keresőben lehetőség van arra, hogy adatbázisukba fizetés ellenében gyorsabban, vagy szabályozottabban kerüljünk be. Ennek egyik esetben sincs hatása a találati lista felépítésére – nem helyezést veszünk.
- Szövegírás (angolul copywriting). Ez is egy kapcsolódó tevékenység, ami összefügg mind a keresőoptimalizálással, mind pedig a már oldalunkon járó látogatók potenciális vásárlóvá konvertálásával. A keresőhirdetések szövegének megfogalmazása jelentősen befolyásolja az átkattintási arányt (CTR).

A keresőmarketinggel foglalkozó cégek (pl.: marketing ügynökségek) feladata elsősorban azon erősségek és hátrányok felkutatása, melyek segítségével hatékonyabbá tehető egy weboldal láthatósága a keresőkben. A keresőmarketing ügynökségek az organikus (természetes) keresési találatok javítása érdekében végzett keresőoptimalizálás mellett, a fizetett keresőhirdetések kezelésével is foglalkoznak.

## A keresőmarketing eszközei

### Keresőoptimalizálás
A keresőoptimalizálás tevékenység célja, hogy egy honlap minél jobb helyezést érjen el a normál találatok közt azokra a kulcsszavakra, amiket a honlap tulajdonosa fontosnak tart. Nagy általánosságban normál találatoknak azokat a keresők által visszaadott találatokat nevezzük, amik fizetéssel nem befolyásoltak, csak a keresőmotorok belső logikája alapján kerültek a találati lista adott helyére.
A normál találatok közül a legtöbb internetfelhasználó nem néz meg 10-20-nál többet, ez az első és a második oldalnak felel meg általában. A keresőoptimalizálás során arra kell tehát törekedni, hogy az első kb. 20 oldal között legyen az optimalizálandó honlap.
Általánosságban szólva a keresők három dolgot vesznek figyelembe annak eldöntésénél, hogy a beírt keresőszavakat tartalmazó oldalak közül melyiket helyezi előrébb.
Kulcsszavak sűrűsége: Az egyik szempont a keresett szavak előfordulásának jellemzői weboldalunkon: milyen sűrűségben fordulnak elő, mi a weboldal mérete stb. Minél informatívabb, a témához releváns tartalmat felmutatni tudó oldalról van szó, annál előrébb kerül az a találati listákban.
Linkek: A második szempont más oldalak a keresőszavakat tartalmazó oldalra mutató linkjeit használja az oldal fontosságának és relevanciájának meghatározására. Minél több a témához kapcsolódó, abban fontosnak ítélt oldal linkel egy adott weboldalra, annál előrébb sorolódik az az előző szempont alapján hasonló megítélésű oldalak között. Ezt legegyszerűbben a tematikus, szerkesztett keresőbarát link katalógusok (például Startlap) teszik lehetővé. Egy oldal értékét a keresők szemében a Page Rank határozza meg. Ez a 0 és 10 közötti egész szám megmondja, hogy mennyire tartja fontosan a böngésző az adott oldalt, ezt pedig az oldalra mutató linkek mennyiségéből és minőségéből állapítja meg. A Google 2016 márciusában törölte a nyilvános Page Rank értékeket, helyette az utóbbi években a Domain Authority (DA) mutató terjedt el, ami a Page Rankhez hasonlóan a weboldalra mutató külső hivatkozások alapján kerül számításra, azonban nem 0-10 közötti, hanem 0-100-as skálát alkalmaz.
HTML: A harmadik szempont pedig a weboldal felépítésének, programozásának keresőbarátsága. Ide tartozik a megfelelő HTML, XHTML, CSS szabványok betartása csakúgy, mint az oldal belső hivatkozási rendszerének megfelelő kialakítása.
Valójában a kereső motorok több száz paramétert vizsgálnak egy adott oldal indexelése során. Ma már elmondhatjuk, hogy bár ezek a paraméterek fontosak, de a végső döntés mindig az, hogy az adott tartalom mennyire releváns a felhasználó keresésére.

### Fizetett keresőhirdetések
A Pay per click (fizetés kattintásonkért, PPC) szolgáltatás lényege az, hogy az internetes hirdető csak a valós látogatókért fizet. Ez egy hatalmas előny például a hagyományos bannerekkel szemben, ahol a megjelenítés alapján történik az elszámolás.
A két legnagyobb külföldi PPC rendszer a Google Ads és a Yahoo!  az Overture-ön keresztül. Az USA-ban az online reklámköltség kb. 40%-át teszi ki a PPC. Magyarországon is egyre több cég kínál ilyen marketinglehetőséget.
Számos előny létezik, ami miatt érdemes használni a Google Ads (korábbi nevén: Google AdWords), vagy más PPC szolgáltatásokat:
- Pillanatok alatt képes releváns látogatókat szerezni a weboldalnak
- A PPC kampányok költségkerete rugalmasan változtatható (kisebb hirdetők számára is elérhető)
- Nem feltétel a weboldal SEO optimalizációja (de erősen ajánlott)
- A PPC kampányok kezelését bárki végezheti saját maga, de rábízhatja egy PPC specialistára vagy keresőmarketing ügynökségre is.
- A forgalom irányíthatósága[1]

### Fizetett listázás
A fizetett listázás (paid inclusion) olyan keresőmarketing eszköz, amelynél a keresőmotor díjazás ellenében szerepelteti az adott honlapot a találati listában. Sok kereső lehetőséget ad arra, hogy a cégek megvásárolják a találati listában való szereplésüket, a Google ezt azonban elutasítja, hogy minél relevánsabb eredményeket tudjon nyújtani. A fizetett listázás esetén tipikus fizetési mód az éves díj, de előfordul a kattintás utáni fizetés is. Leggyakoribb azonban a vegyes elszámolás alkalmazása, például a Yahoo-nál.

## Etikai kérdések
A keresőoptimalizálás két szöges ellentétben álló felfogás szerint is lefolytatható. Az egyiket fehér-, a másikat feketekalapos keresőoptimalizálásnak nevezik (az angol kifejezések tükörfordításával), melyek nagyjából az etikus, ill. a nem etikus módszerek használatának felelnek meg.
A fehérkalapos optimalizálást végzők igyekeznek a keresőmotorok iránymutatásait maximálisan figyelembe venni és ezek szerint megoldani az adott honlap keresőoptimalizálását. Ezzel szemben a feketekalapos optimalizálás során minden eszköz megengedett, úgymint a cloaking, a kulcsszó-spam, és egyéb trükkök használata. Az előbbi a hosszabb távú sikerre fókuszál, az utóbbi azonnali eredménnyel kecsegtet.
A keresőmotorok üzemeltetői sok energiát fordítanak arra, hogy a feketekalapos módszerekkel optimalizált oldalakat detektálják, és rangsorolásukat lerontsák, hiszen ezeket olyan oldalaknak tekintik, melyek „mesterségesen” jó rangsorolással szerepelnek a normál találatok között, s ez hosszú távon rontja a keresők használhatóságát, azaz üzleti eredményeiket.
Általában az a legjobb módszer, ha olyan szövegeket írunk, amelyekben szerepelnek ugyan az adott keresőszavak, de azért közérthető marad. Ne feledjük, hogy a keresőoptimalizálás nem cél, hanem eszköz!

### Keresőmarketing linkgyűjtemények magyarul
- Keresőmarketing.lap.hu – Keresőmarketing a Startlapon
- Keresőmarketing.linkpark.hu – Keresőmarketing a Linkparkon
- Keresőmarketing.linkcenter.hu – Keresőmarketing a Linkcenteren
- Keresőmarketing.lapozz.hu – Keresőmarketing a Lapozz.hu-n
- Keresőoptimalizálás.lap.hu – Keresőoptimalizálás a Startlapon

### Angolul
- Matt Cutts Blogja – A Google egyik fejlesztőjének népszerű és informatív blogja
- Google iránymutatás webmestereknek – A legnépszerűbb keresőmotor iránymutatása a keresőoptimalizálással kapcsolatban